# شاهنشاهی کوشانی
شاهنشاهی کوشانی (به زبان باختری: Κυϸανο (لاتین‌نویسی: Kušāno)، به یونانی باستان: Βασιλεία Κοσσανῶν، به سانسکریت: कुषाण राजवंश، به چینی معیار: 貴霜帝國، به پهلوی اشکانی: 𐭊𐭅𐭔𐭍 𐭇𐭔𐭕𐭓، به پارسی میانه: (؟) (لاتین‌نویسی: Kušān-šahr) یک شاهنشاهی باستانی به مرکزیت سرزمین بلخ قدیم در افغانستان امروزی بود که توسط یوئه‌چی‌ها در سدهٔ نخست میلادی بنیان گذاشته شد. این شاهنشاهی در اوج گسترهٔ خود در زمان کانیشکا، افغانستان امروزی، بلوچستان، شمال هند و بخش‌هایی از آسیای میانه مانند سغد و خوارزم را زیر فرمان خود داشت.
کوشان‌ها یکی از پنج تیره یوئه‌چی بودند که در جریان مهاجرت از آسیای میانه به سمت مرکز افغانستان امروزی، به ویژه از بلخ تا پیشاور ساکن شدند. یوئه‌چی شکل چینی نام این اقوام است و نام اصلی آن‌ها به دست ما نرسیده‌است. با این حال امروزه تاریخ‌نگاران معتقدند که یوئه‌چی به شکل اتحادیه‌ای از اقوام یوئه‌چی از منطقهٔ  باختر و تخاری بودند.
کوشان‌ها در دوران آغازین خود، از زبان یونانی که به دلیل حکومت طولانی یونانیان بر بلخ در منطقه رایج بود به عنوان زبان درباری خود استفاده می‌کردند. اما پس از گذشت مدتی، احتمالاً در سال ۱۲۷ میلادی، کانیشکا زبان باختری (بلخی) و تخاری را که در این زمان به زبان مادری کوشان‌ها تبدیل شده بود، به عنوان زبان رسمی امپراتوری خود اعلام کرد. شاهنشاه کوشانی (به زبان باختری: ϷΑΟΝΑΝΟϷΑΟ) کانیشکا بزرگ، از مهم‌ترین شخصیت‌های تاریخ بودایی‌گری بود. او نقش بسیار بزرگی در گسترش بودیسم در هند، ایران و چین بازی کرد.
کوشان‌ها با امپراتوری روم، پادشاهی آکسوم و امپراتوری هان روابط دیپلماتیک داشتند. با وجود اینکه هنر، فلسفه و دانش بلخی در دوران کوشان‌ها دوران طلایی‌ را پشت سر گذاشت، از آثار کوشانی به جز سنگ‌نبشته‌های شاهی، منطقه باستان شناسی هده، تندیس‌های بودا در بامیان و استوپای کانیشکا در پاکستان و گنجینه باختری طلاتپه چیزی دیگری به دست ما نرسیده‌است و بیشتر تاریخ این امپراتوری را باید در منابع خارجی جست.
شاهنشاهی کوشان در اوایل و میانه‌های سدهٔ سوم میلادی تحت فشار ساسانیان از غرب، امپراتوری گوپتا از شرق و کیداریان از شمال هم فروپاشید. بخش‌های غربی آن شامل بلخ (مرکز امپراتوری)، سغد و گندهارا تحت فرمان ساسانیان درآمد. ساسانیان این مناطق را به پادشاهی نیمه‌مستقلی به نام کوشانشهر بدل کردند و گروهی از شاهزادگان ساسانی موسوم به کوشانشاهان بر آن فرمان راندند. با این حال، اعضای باقی‌ماندهٔ دودمان کوشانی تا سال ۳۷۵ میلادی بر بخش‌های جنوبی و شرقی حکومت سابق‌شان که پاکستان امروزی در شمال هند واقع بودند، حکومت کردند که در نهایت توسط سامودراگوپتا فتح شد.

## خاستگاه

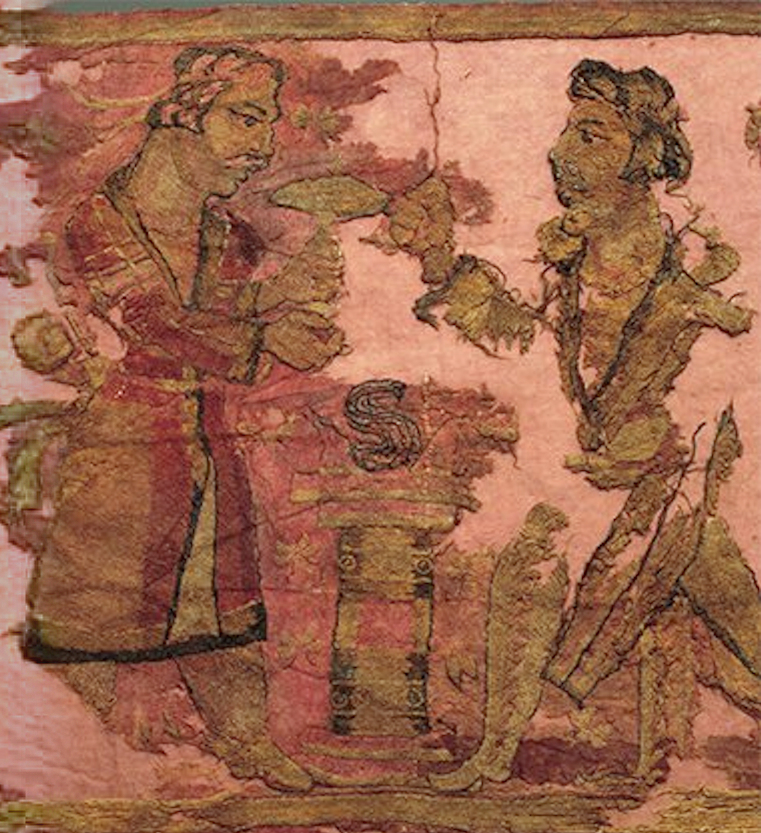
اشراف و روحانیون یوئه‌چی نزدیک آتش. سایت باستانی نویان اولا، چین.

نام کوشان در منابع چینی به شکل گوئی‌شانگ Guishuang (کوشان) ثبت شده‌است. به گفته منابع چینی، آنان یکی از پنج تیرهٔ قومی که نامشان به شکل یوئه‌چی در زبان چینی آمده بودند. با این حال تاریخ‌دانان معاصر می‌دانند آن‌ها به شکل اتحادیهٔ کوچ‌رویی از اقوام آریایی و تخاری بودند. همچنان نظریه دیگری پیشنهاد می‌کند که کوشانیان از اقوام سکایی بودند.
در یادداشت‌های تاریخ‌دان بزرگ و کتاب هان که دو کتاب تاریخی چینی هستند، آمده‌است که یوئه‌چی‌ها در دشت‌های گانسو که امروز در شمال باختری چین واقع است، زندگی می‌کنند. سرانجام، شاه آن‌ها توسط هون‌ها (منظور شیونگ‌نو است) که آنان نیز با چینی‌ها در جنگ بودند، کشته شد. در جریان پیامدهای این اتفاق، یوئه‌چی‌ها در سال‌های ۱۷۶ تا ۱۶۰ پیش از میلاد، به سمت غرب مهاجرت کردند و رفته‌رفته در خاور افغانستان ساکن شدند. به گفتهٔ منابع چینی، پنج تیرهٔ یوئه‌چی از این قرار بودند: خیومی (休密)، گوئی‌شوانگ [کوشان] (貴霜)، شوانگ‌می (雙靡)، خیدون (肸頓) و دومی (都密). یوئه‌چی‌ها در سال ۱۳۵ پیش از میلاد با پادشاهی یونانی باختری هم‌مرز شدند و به مرور یونانیان را به جنوب راندند. کوشان‌ها در جنوب هندوکش و سند سکونت گزیدند و شاهان اولیه آن‌ها بلخ، بگرام و کابل را پایتخت قرار داده، پادشاهی یونانی هند را نیز از بین بردند.

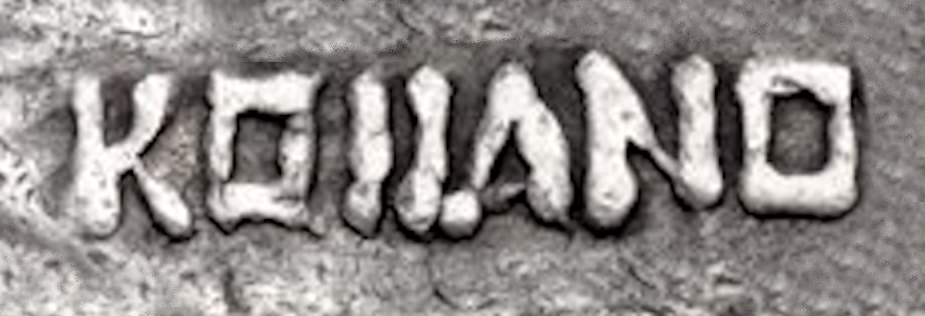
قوم‌نام "KOϷϷANO" (کوشانو، "کوشان") در خط یونانی (با اضافه حرف Ϸ، "ش") روی سکه‌ی اولین فرمانروای شناخته شده کوشانی هرایوس (۱-۳۰ میلادی).

در جنوب آسیا، امپراتوران کوشانی به طور مرتب از نام سلسله ای KOϷϷANO ("کوشانو") در ضرب سکه‌های خود استفاده می کردند. چندین کتیبه به زبان سانسکریت به خط براهمی، مانند کتیبه ماتورا مجسمه ویما کادفیسس، به امپراتور کوشانی به عنوان کوشانو اشاره می‌کند.

## کوشان‌های اولیه
بقایای باستانی از حضور کوشان‌ها در بلخ و سغد خبر می‌دهند. چندین منطقهٔ باستان‌شناختی کوشانی تاکنون کشف شده‌اند که از آن‌ها می‌توان به تخت سنگین، سرخ‌کوتل و قصر خالاچیان اشاره کرد. از این مراکز، تاکنون آثاری مانند تندیس‌ها و ظروف باستانی پیدا شده که بیشتر آن‌ها یک سوار در حال تیراندازی را نشان می‌دهند. همچنین در ویرانه‌های شهرهای مرتبط با حضور یونانیان در بلخ، مانند آی‌خانم، نیز بقایای کوشان‌ها پیدا گردیده‌است.
نخستین کسانی که در نوشته‌هایشان به کوشان‌ها اشاره کرده‌اند، چینیان هستند. منابع چینی خبر می‌دهند که یوئه‌چی‌ها دولتی به نام گوئیشوانگ تأسیس کردند که گویا شکل چینی واژه کوشان است. اولین فرمانروای کوشانی که داده‌های باستان‌شناختی وجودش را تأیید می‌کنند، هرایوس نام دارد. این شخص احتمالاً پدر بنیان‌گذار شاهنشاهی کوشانی، یعنی کوجولا کادفیسس بود و بر روی سکه‌هایش خود را «مستبد» خوانده‌است. از آنجایی که سکه‌هایش شکل یونانی دارند، حدس زده می‌شود که او در ابتدا متحد یونانیان بوده‌است.
بان گو، نویسندهٔ کتاب هان (یک کتاب باستانی درباره دودمان هان)، از این می‌گوید که کوشان‌ها در بلخ در سال ۱۲۸ پیش از میلاد به چند گروه تقسیم شده‌اند. همچنین فان یه (از تاریخ‌نگاران باستانی چینی) می‌گوید که رهبر کوشانیان که او چیو شیو چه ئه (کوجولا کادفیسس) می‌خواندش، تمامی تیره‌های یوئه‌چی را تحت فرمان کوشانی‌ها درآورد و حکومت بزرگی بنیاد نهاد. هو هانشو بر اساس گزارش‌های سردارِ چینی بان یونگ به امپراتور چین در سال ۱۲۵ میلادی، دربارهٔ کوشان‌ها می‌نویسد: 
بیشتر از یکصد سال پس [از فتح بلخ توسط یوئه‌چی بزرگ] شهریار [شیهو] کوشان (منظور بدخشان است) خود را شاه خواند و پادشاهان دودمان او، خودشان را کوشان خواندند. او به آنشی (پادشاهی سورن) حمله کرد و گائوفو (کابل) را گرفت. او حتی همه پادشاهی‌های پودا (پکتیا) و جیبین (گنداره) را به تمامی فتح کرد. کیوتوقو (کوجولا کادفیسس) در زمان مرگ بیشتر از هشتاد سال داشت. پسرش یانگوژن (ممکن است منظور ویما تاکتو یا برادرش سادکاسنا باشد) پس از او به جایش شاه شد و تیانژو (شمال غرب هند) را فتح و سپهسالارانش را در آنجا به فرمانروایی مردم گماشت. پس از آن یوئه‌چی بسیار ثروتمند شد و تمام ملت‌ها شاه آنان را کوشان می‌نامند.

## تاریخ و شاهنشاهان کوشانی
به رسم سایر فرمانروایان مستقلِ ایران‌زمین در ایران باستان، فرمانروایان کوشانی نیز خودشان را شاهِ شاهان نامیدند. این واژه در زبان بلخی به شکل «شائونانشائو» ضبط شده و برابر واژه پارسی شاهنشاه است. آزادگر، نیکوکار، دادگر، خودمختار، خداوندگار، شایسته پرستش و او که فر شاهی را از نانا گرفته‌است، دیگر القابی هستند که فرمانروایان کوشانی برای خطاب به خودشان استفاده می‌کردند.
بلعمی نوشته‌است:
پس از اسکندر، در ایران ملوک‌الطوایف بودند و هر شاهی به گوشه‌ای پادشاهی داشت مگر آن که اشکانیان را که تخت عراق داشتند بزرگ می‌داشتند. و این بود تا اردشیر بابکان آمد و آن‌گاه همه ملوک‌الطوایف از ملوک سیستان و جرجان و کوشان به حکم او درامدند

### کوجولا کادفیسس

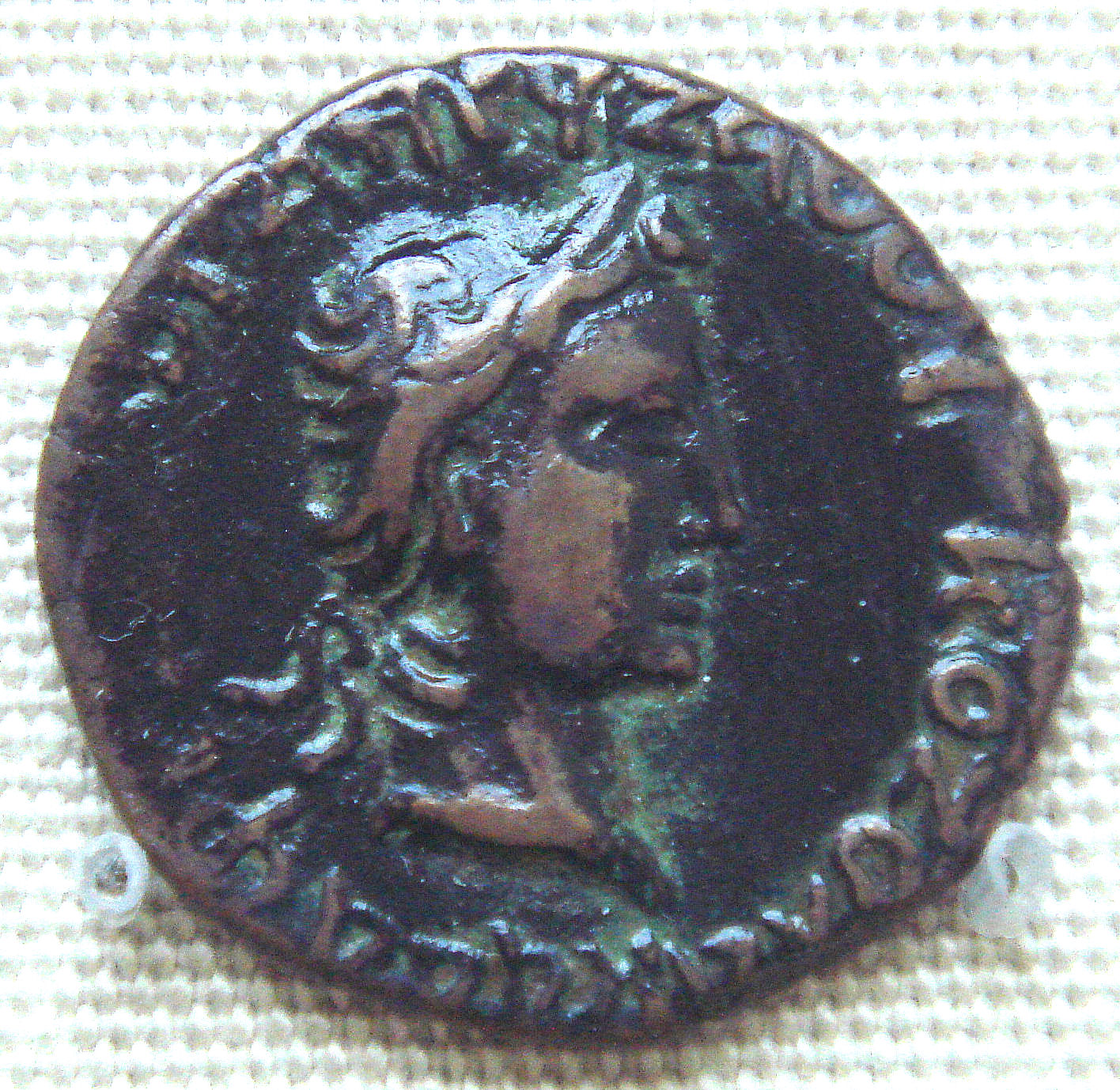
سکه‌ای از کوجولا کادفیسس مشابه با سکه‌های امپراتور روم

کوجولا کادفیسس (به زبان باختری: ) بنیان‌گذار شاهنشاهی کوشان بود و شرح فتوحاتش در نوشته‌های چینی آمده‌است. این فتوحات احتمالاً در سال‌های ۴۵ تا ۶۰ میلادی روی داده‌اند و منجر به گسترش دوات کوشانی شدند. او دو پسر داشت که یکی از آنان سادکاسنا نام داشت که احتمالاً هرگز حکومت نکرد اما دیگری ویما تاکتو، شاهنشاه آینده بود.
او از سال ۳۰ تا ۸۰ میلادی به مدت ۵۰ سال حکومت کرد که سکه‌های زیادی از این دوران برجای مانده‌است. کوجولا کادفیسس پدر پدربزرگ کانیشکا بود.

### ویما تاکتو
ویما تاکتو (به زبان باختری: ) پسر کوجولا، دومین فرمانروای کوشانیان بود. نام این شاهنشاه در سنگ‌نوشته رباطک ذکر شده است. او پیش از ویما کادفیسس و کانیشکا حکومت کرده بود و در دوران شاهنشاهی‌اش شمال غربیِ جنوب آسیا را فتح کرد. منابع چینی از این می‌گویند که کوشان‌ها در زمان ویما تاکتو بسیار ثروتمند شدند. او از سال ۸۰ تا ۹۵ میلادی به مدت ۱۵ سال فرمانروایی کرد.

### ویما کادفیسس
ویما کادفیسس (به زبان باختری: Οοημο Καδφισης) احتمالاً میان سال‌های ۹۵ تا ۱۲۷ میلادی، ۳۲ سال به عنوان شاهنشاه کوشانیان فرمان راند. او نوه بنیان‌گذار شاهنشاهی و پدر کانشیکا بود. ویما کادفیز در سرزمین‌های امروزی افغانستان و پاکستان مناطقی را فتح کرد و در دوران او برای اولین‌بار کوشانیان سکه‌های طلا ضرب کردند.

### کانیشکا بزرگ

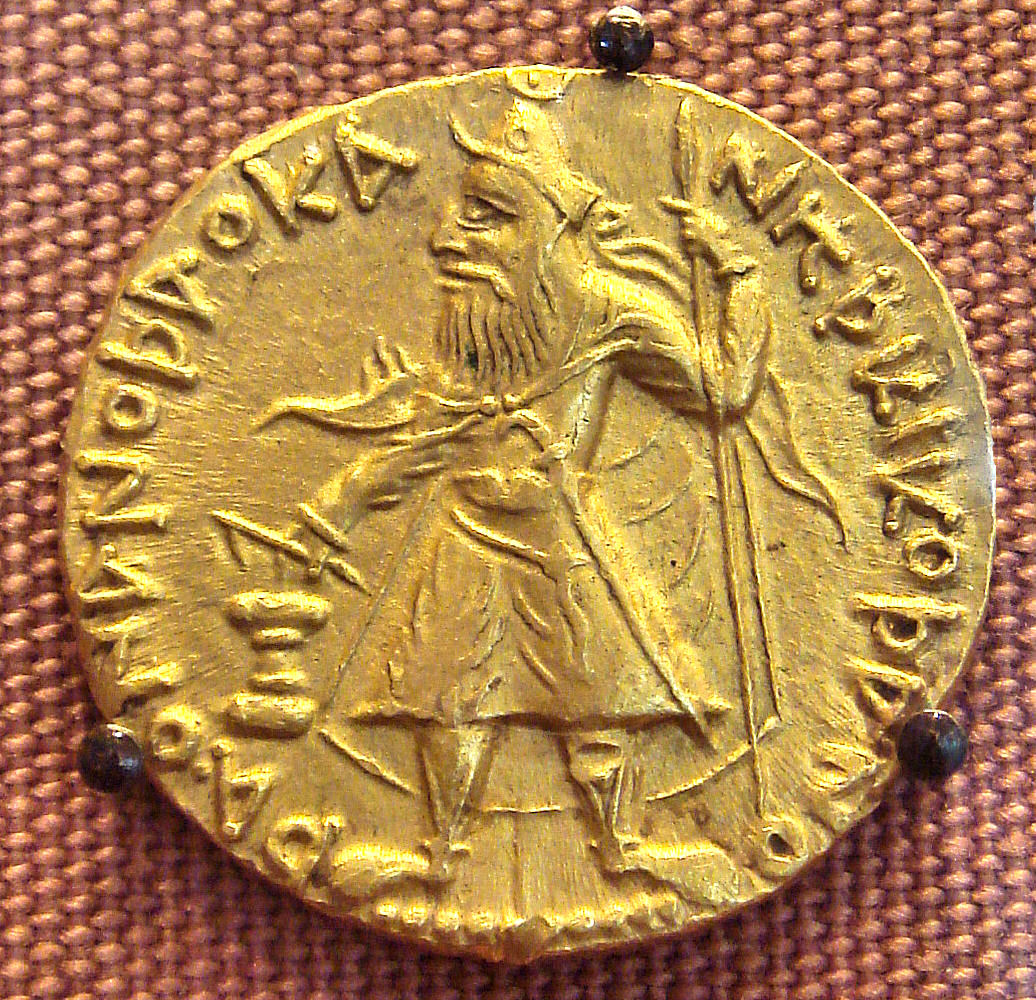
یک سکه طلا از کانیشکا بزرگ که به زبان بلخی عبارت «ϷΑΟΝΑΝΟϷΑΟ ΚΑΝΗϷΚΙ ΚΟϷΑΝΟ» به معنی «شاهنشاه، کانیشکا کوشان روی آن نوشته شده.»

کانیشکا یکم یا کانیشکا بزرگ (به زبان باختری: ΚΑΝΗϷΚΙ) ۱۳ سال شاهنشاه کوشانیان بود. او مقتدرترین شاهنشاه کوشانی بود که مناطق وسیعی از جمله شمال هند را به صورت کامل تحت فرمان کوشانیان درآورد. در سنگ‌نوشته رباطک که به دستور وی نوشته شده‌است، آمده:
و هر کجا که [در هند] شاه و شخص مهمی بود، در برابر خواست او (کانیشکا) تسلیم شد؛ او همه هند را در برابر خواست خود به زانو درآورد.
کانیشکا شاهنشاهی خود را از طریق دو پایتخت خود اداره می‌کرد. یکی از آن‌ها در بگرام جایی که یافته‌های باستان‌شناسی موسوم به «گنج بگرام» نیز در آنجا پیدا شده‌اند و دیگری پیشاور بود. کانیشکا سال برتخت نشینی خود (سال ۱۲۷ میلادی) را با عنوان سال بزرگ آریایی به عنوان مبدأ تاریخ کوشان‌ها اعلام کرد و تا سده بعد، یعنی زمانی که شاهنشاهی کوشان از هم فرو پاشید، این تقویم همچنان مورد استفاده کوشانیان بود.

### هویشکا

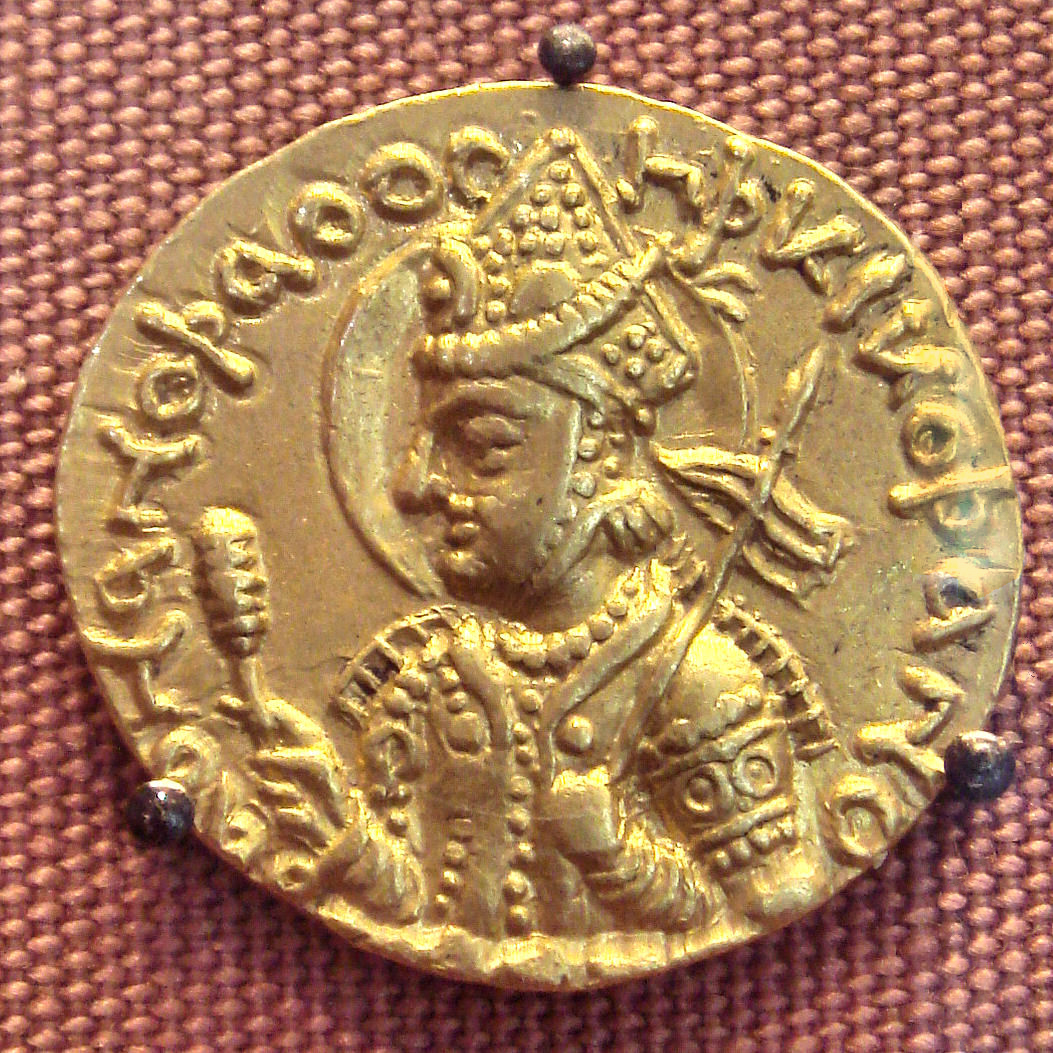
سکه طلای هویشکا که به زبان باختری عبارت «ϷΑΟΝΑΝΟϷΑΟ ΟΟΗϷΚΙ ΚΟϷΑΝΟ» به معنی شاهنشاه، هویشکا کوشان روی آن نوشته شده.

هویشکا (به زبان باختری: Οοηϸκι) نیز یکی دیگر از شاهنشاهان بزرگ کوشانی بود. او از ۱۵۰ تا ۱۹۰ میلادی به مدت ۴۰ سال فرمانروایی کرد و دوران حکومتش به عنوان یکی از ادوار طلایی کوشان‌ها شناخته می‌شود.

### واسودیوا بزرگ
واسودیوا یکم جانشین هویشکا شد و به نظر می‌رسد که او از سال ۱۹۰ تا ۲۳۱ میلادی به مدت ۴۰ سال حکومت کرده باشد. او درست یک سال پس از اینکه ساسانیان شاهنشاهی اشکانی را شکست داد درگذشت. پس از مرگ بازودیو، کانیشکا دوم به جای او برتخت نشست و حملات ساسانیان به قلمروی کوشان‌ها آغاز شد.

### کانیشکای دوم
کانیشکا دوم جانشین واسودیوا یکم شد و به نظر می‌رسد که او از سال ۲۳۲ تا ۲۴۷ میلادی به مدت ۱۵ سال حکومت کرده باشد.

### واسیشکا
واسیشکا جانشین کانیشکا دوم شد و به نظر می‌رسد که او از سال ۲۴۷ تا ۲۶۵ میلادی به مدت ۱۸ سال حکومت کرده باشد. مرزهای جنوبی امپراتوری او تا سانچی (در نزدیکی ودیشای امروزی در کشور هند) می‌رسیدند، جایی که تعدادی سنگ‌نوشته از او پیدا شده‌است. متاخرترین سنگ‌نوشته او مربوط به سال ۲۸ از تقویم کانیشکا بوده‌است.

## قلمروی کوشانیان

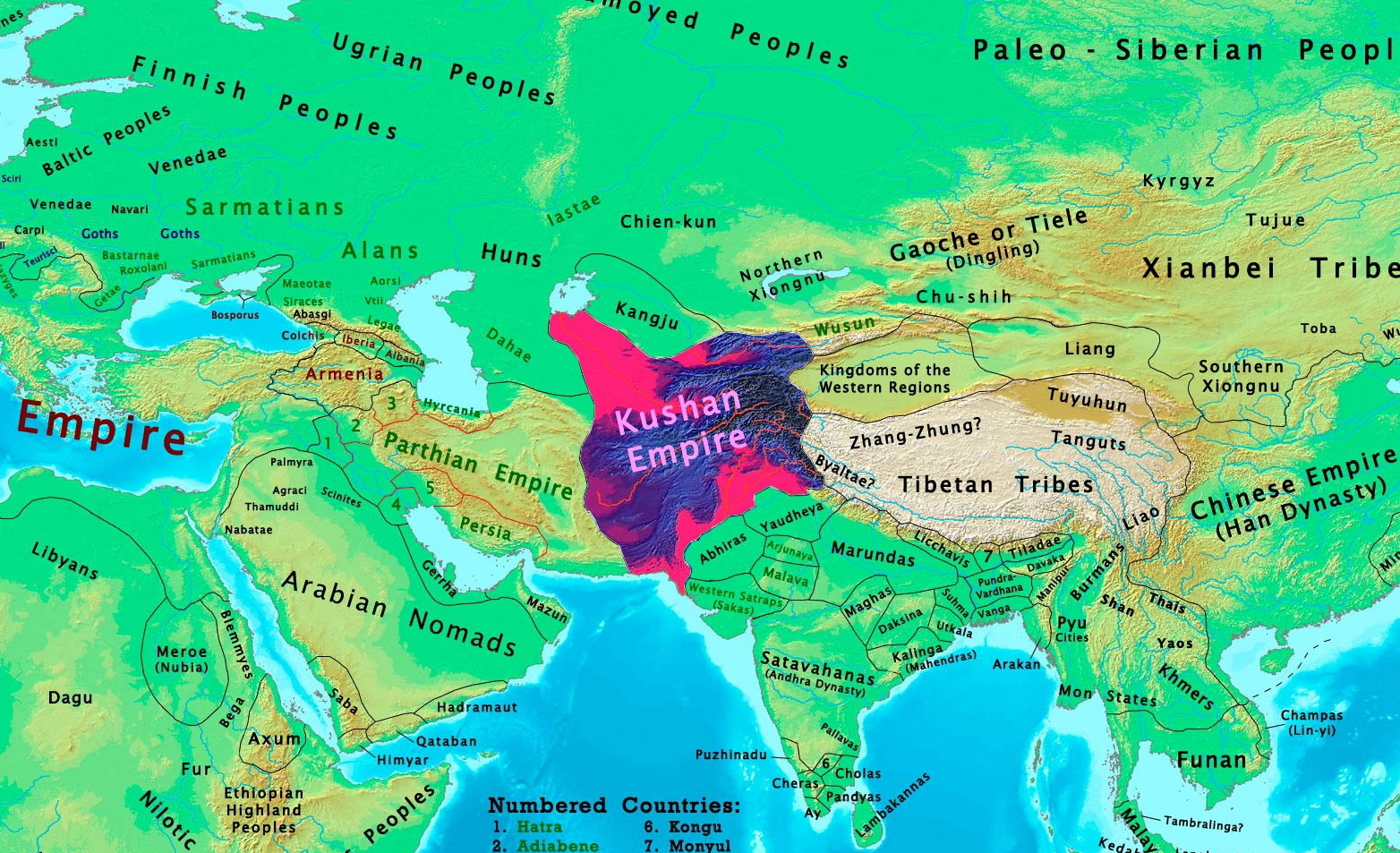
قلمرو امپراتوری کوشانیان در سال ۲۰۰ میلادی

آثار باستان‌شناسی حضور طولانی کوشان‌ها در سرخ‌کوتل، بگرام و پیشاور را تأیید می‌کند. مناطق دیگری که یافته‌ها بر حضور کوشانیان در آن مناطق مهر تأیید می‌زنند شامل خوارزم، کوسامبی، سانچی، سارناث، اودیشا، مالوا و ماهاراشتر، کلات و گنداوه بلوچستان است.
داده‌های سنگ‌نوشته رباطک نیز با گفته‌های تاریخ‌نگاران چینی هم‌خوانی دارد. بنا بر این سنگ‌نوشته که به فرمان کانیشکا حک شده‌است، کوشانیان تمام شمال هند را زیر فرمان خود درآوردند. در این سنگ‌نوشته نام شمار زیادی شهر آورده شده‌است که نام شش تای آن‌ها با گفته‌های منابع چینی همخوانی دارد.
کشورهای کنونی افغانستان، پاکستان، قرقیزستان، تاجیکستان و بخش‌هایی از ترکمنستان و ازبکستان قلمروی معمول دولت کوشانی را تشکیل می‌دادند. سکه‌هایی از فرمانروای کوشانی هویشکا در شهر مرو پیدا شده که نشان می‌دهد این منطقه برای مدتی تحت قلمروی این شاهنشاهی بوده‌است.
بر پایه برآوردهای انجام شده گستره متصرفات شاهنشاهی کوشانی در اوج اقتدارش به حدود ۲ یا ۲٫۵ میلیون کیلومتر مربع می‌رسیده‌است.

## فرهنگ و باورهای کوشانی
کوشانیان با ورود به بلخ، فرهنگ این منطقه را پذیرفتند. پس از بلخی‌سازی کوشان‌ها، آنان از خط یونانی برای نوشتن زبان باختری استفاده می‌کردند که نسبت به خط یونانی اصلی، یک Þ (که صدای «ش» می‌دهد) اضافه‌تر داشت. در سکه‌های ضرب‌شدهٔ پیش از دوران کانیشکا، از خط و زبان یونانی و خط پالی برای نوشتن بر روی آنان استفاده می‌شد. اما با به قدرت رسیدن او، زبان بلخی جایگزین زبان یونانی شد.
آن‌ها همچنین باورهای دینی رایج در بلخ را پذیرفتند که مهم‌ترین آنان مزدیسنا، باور‌های یونانی و بودیسم بود. منطقه‌ای که کوشانیان آن را فتح کردند، به خصوص ناحیه بلخ، پیش از این محلی بود که پادشاهان بودایی بر آن فرمان می‌راندند و کوشانیان نیز به پشتیبانی از این دین ادامه دادند؛ تا جایی که همین پشتیبانی راه را برای ورود این دین به چین و سایر کشورهای خاور آسیا فراهم کرد و باعث شد تا میلیون‌ها نفر در این مناطق به پیروان آیین بودا اضافه شوند.
کانیشکا در نوشته‌های بودایی به عنوان کسی که نشست بزرگ بودایی را در کشمیر برگزار کرد، ستوده شده‌است. او در کنار مناندر یکم، آشوکا و هارشا وردانه تز بزرگترین پشتیبانان این آیین در دوران باستان بود.
از زمان ویما تاکتو، فرهنگ بودایی در قلمروی کوشان‌ها رواج بیشتری یافت. در سده نخست میلادی، کتاب‌های بودایی به زبان‌های گوناگون برگردانده شد و به دست راهبان این آیین به این مناطق رسید. تعداد زیادی معبد بودایی نیز در جاده‌هایی که کاروان‌های تجاری از آن عبور می‌کردند، به‌وجود آمد و همین منجر به بیشتر رواج بودیسم در راه ابریشم گردید؛ تا اینکه در دوران کانیشکا به دین غالب در جاده ابریشم تبدیل شد.
نوشتن کتاب‌های جدید دربارهٔ این آیین منجر به خلق زبان جدیدی در منطقه گنداره، در شرق افغانستان کنونی شد که به نام زبان گنداری معروف گشت و بسیاری از نوشته‌های بودایی به این زبان توسط باستان شناسان پیدا شده‌است. قدیمی‌ترین تندیس بودای آمیتابه که توسط باستان‌شناسان کشف شده‌است، مربوط به دوران هویشکا است. بر روی این تندیس جمله «مربوط به بیست و هشتمین سال فرمانروایی هویشکا» دیده می‌شود که توسط خانواده یک تاجر به بودا آمیتابا تقدیم شده‌است.
ویما کادفیز احتمالاً خود به شیواپرستی (یکی از شاخه‌های هندوئیسم) اعتقاد داشت و در سنگ‌نبشته‌های کانیشکا هم نام شمار زیادی از ایزدان زرتشتی دیده می‌شود. در مجموع می‌توان گفت باورهای کوشان‌ها ترکیبی از بودائیسم، مزدیسنا و شیواپرستی بود.

## جنگ با ساسانیان و سرنگونی شاهنشاهی
اینگونه که پیداست، پس از مرگ بازودیو یکم، شاهنشاهی کوشان وارد یک جنگ داخلی شد و به دو نیمه خاوری و باختری تجزیه گشت. بخش باختری آن، خیلی سریع توسط شاهنشاهی تازه بنیان ساسانی فتح شد. این مناطق شامل بلخ (مرکز امپراتوری)، سغد و گنداره واقع در بلوچستان شرقی بودند و به نظر می‌رسد که جنگ میان ساسانیان و کوشانیان در سال ۲۴۰ میلادی به اتمام رسیده باشد.

### کوشان‌های کوچک
پس از سقوط شاهنشاهی کوشانی، یک گروه از اعضای این دودمان بخش‌های هندی امپراتوری را حفظ کردند که به «کوشان‌های کوچک» معروف شد. آخرین شاه کوشانی که از او اطلاعاتی به دست آمده، کیپونادا نام دارد که احتمالاً در سال ۳۷۵ میلادی درگذشته است. فهرست کوشان‌های کوچک بدین شرح است:
1. کانیشکا دوم
2. واسیشکا
3. کانیشکا سوم
4. واسودیوا دوم
5. واسودیوا سوم
6. واسودیوا چهارم
7. واسودیوا پنجم
8. چهو
9. شاکای یکم
10. کیپونادا

### کوشانشهر

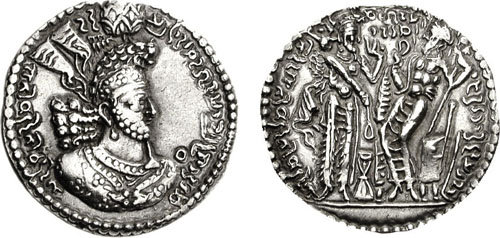
هرمز یکم کوشانشاه

پس از فتح بخش‌های باختری دولت کوشانی، شاهنشاهان ساسانی یک شاهزاده‌نشین در این مناطق ایجاد کردند که به «کوشانشهر» موسوم شد. کوشانشهر توسط شاهزادگان ساسانی اداره می‌شد که به «کوشانشاه» معروف بودند. کوشانشهر شامل بلخ، سغد و گنداره بلوچستان شرقی بود. مهم‌ترین اتفاق مرتبط با کوشانشاهان، شورش هرمز یکم کوشانشاه بر ضد برادرش بهرام دوم ساسانی بود که البته با شکست مواجه شد. کوشانشاهان در سده چهارم میلادی توسط کیداریان منقرض شدند.
فهرست کوشانشاهان به شرح زیر است:
1. اردشیر یکم کوشانشاه
2. اردشیر دوم کوشانشاه
3. پیروز یکم کوشانشاه
4. هرمز یکم کوشانشاه
5. هرمز دوم کوشانشاه
6. پیروز دوم کوشانشاه
7. بهرام یکم کوشانشاه
8. بهرام دوم کوشانشاه
9. پیروز سوم کوشانشاه

### نابودی
بخش‌های شرقی و باقی‌مانده شاهنشاهی کوشان تا نیمه‌های سده چهارم میلادی بر پنجاب حکومت کردند تا اینکه سامودراگوپتا، فرمانروای امپراتوری گوپتا آنان را دست نشانده خود کرد. کوشانشاهان نیز در میانه سده چهارم میلادی و پس از شکست در برابر کیداریان از بین رفتند. سکه‌های کیداری به تقلید از سکه‌های کوشانی ضرب شده و این نشان می‌دهد که آنان مدعی جانشینی کوشانیان بودند.
در نهایت، باقی مانده کوشان‌ها در سده پنجم میلادی توسط هپتالیان از بین رفتند و آخرین کوشان‌ها نیز منقرض گردیدند.

## روابط با دیگر دولت‌ها

### روابط با چین
در سده‌های یکم و دوم میلادی، شاهنشاهی کوشانی به سرزمین‌های شمالی‌اش لشکر کشید و بخش‌هایی از حوضه تاریم را فتح کرد. پس از این اتفاق، آنان با دودمان هان در چین هم‌مرز شدند. در ابتدا، کوشان‌ها با امپراتوری چین متحد شدند و حتی در سال ۸۴ میلادی به همراه چینیان به سغد لشکر کشیدند و در سال بعد در حمله به تورپان به چینی‌ها یاری رساندند.
پس از این اتفاقات، شاهنشاه کوشانی از دختر امپراتور هان خواستگاری کرد؛ اما این درخواست از سوی امپراتوری چین رد شد. در پاسخ به این مسئله، کوشانیان به در سال ۸۶ میلادی به بان چائو لشکر کشیدند، اما از ارتش چین شکست خوردند و پس از این شکست مبلغی را به امپراتور هی برای برقراری صلح پرداخت کردند.
بعدها در دوران کانیشکا، شاهنشاهی کوشان بر ختن، یارکند و کاشغر که تحت فرمان چین بودند، چیره گردیدند. دوران دیگری که نام آن‌ها در منابع چینی ذکر شده‌است، مربوط به سال ۱۵۹ میلادی است که برای امپراتور هوان هدایایی ارسال کردند. 
این ارتباطات میان کوشانیان و چین، منجر به تبادل فرهنگی میان دو امپراتوری شد؛ مسئله‌ای که عملاً راه را برای ورود بودیسم به چین هموار ساخت.

### روابط با روم
چندین منبع رومی از سفیران شاهان بلخ و هند در سده دوم میلادی نام می‌برند که احتمالاً به سفیران کوشانی اشاره دارد.
در کتاب تاریخ آگوستوس، آمده‌است:
شاه بلخیان سفیرانش را به سوی او (هادریان) فرستاد تا روابط دوستانه‌ای با او برقرار کند.

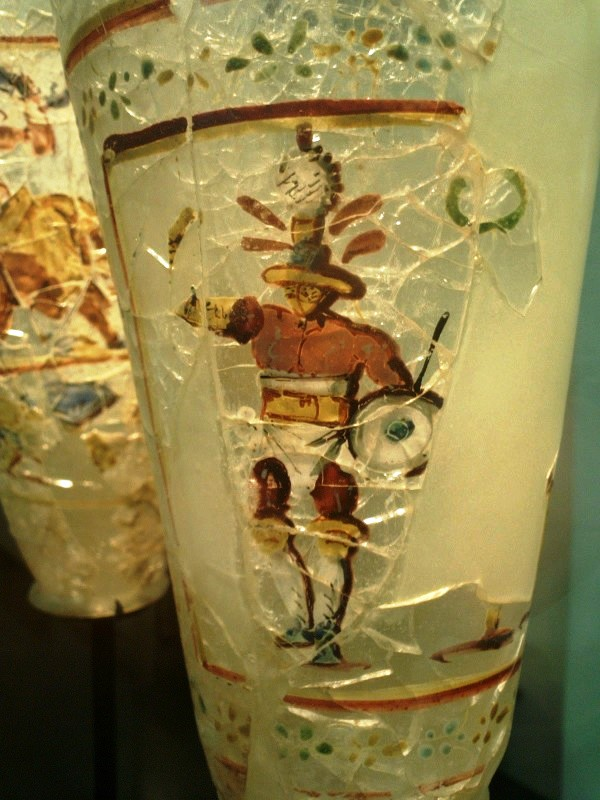
تصویری از یک گلادیاتور رومی، پیدا شده در بگرام

منابع رومی از این می‌گویند که در سال ۱۳۸ میلادی نیز سفیری از سوی شاه بلخ به دربار آنتونینوس پیوس فرستاده شده‌است. همچنین در منابع چینی ذکر آن رفته‌است که محصولات وارداتی از داکین (نام چینی امپراتوری روم) به آسانی در قلمروی کوشان‌ها یافت می‌شوند.

## هنر کوشانی

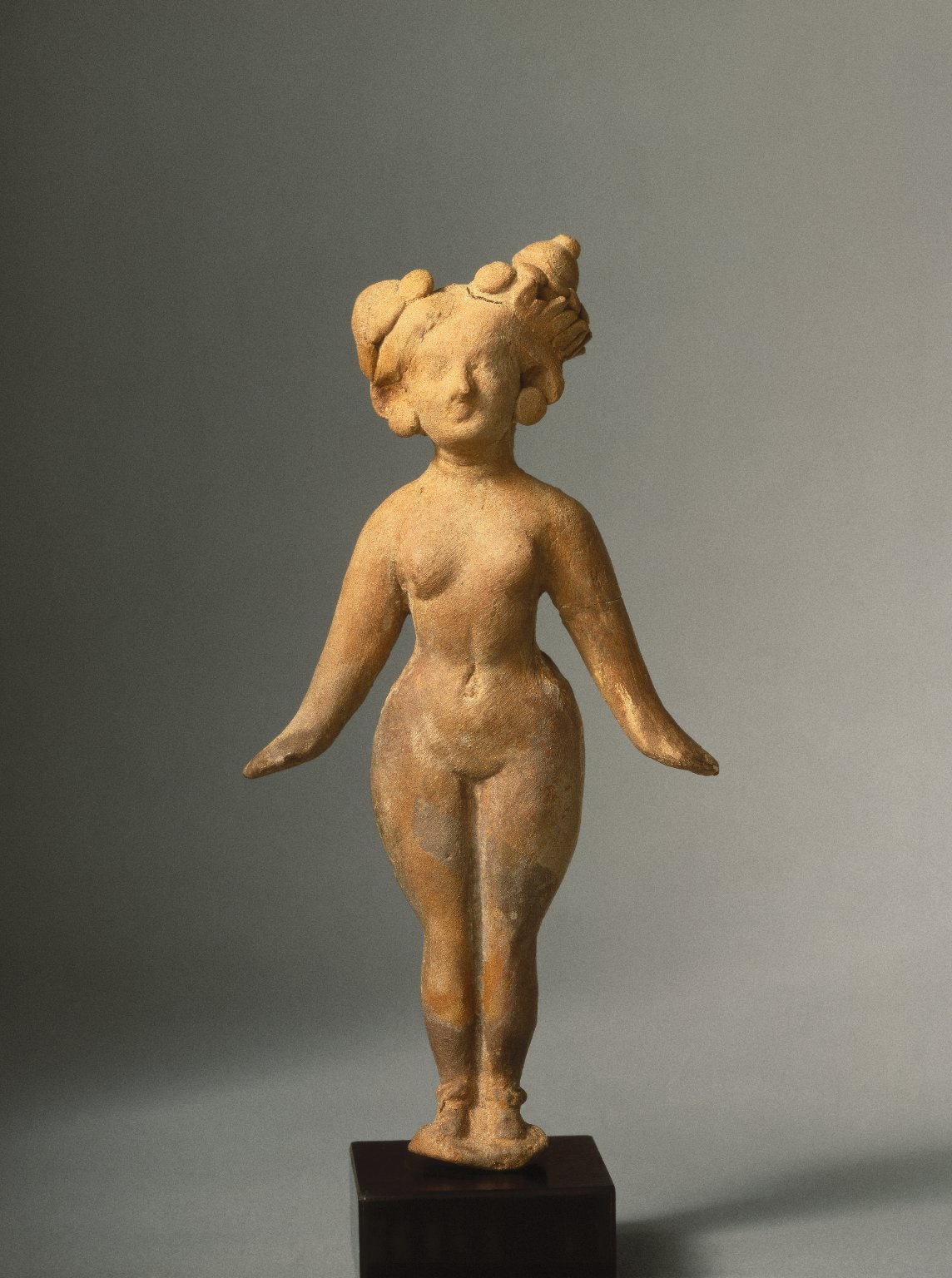
تندیس یک زن برهنه از دوران کوشانی که هم‌اکنون در موزه بروکلین نگهداری می‌شود.

هنر کوشانی ادامه‌ای بر هنر یونانی و بودایی است. آثاری که از گنداره به دست آمده، بهترین نمونه‌های هنر این دوره هستند که تأثیر هنر ایران باختری، سوری، یونانی و هندی بر آن‌ها بسیار آشکار است. با این حال به تصویر کشیدن بودا در هنر کوشانی بسیار منحصر به فرد بوده و با تصور هنرمندان یونانی از وی، متفاوت است. هنر کوشانی تأثیر بسیار شگرفی بر روی هنر بودایی، هندی و ایرانی خاوری در دوران‌های پسین داشت.

## میراث

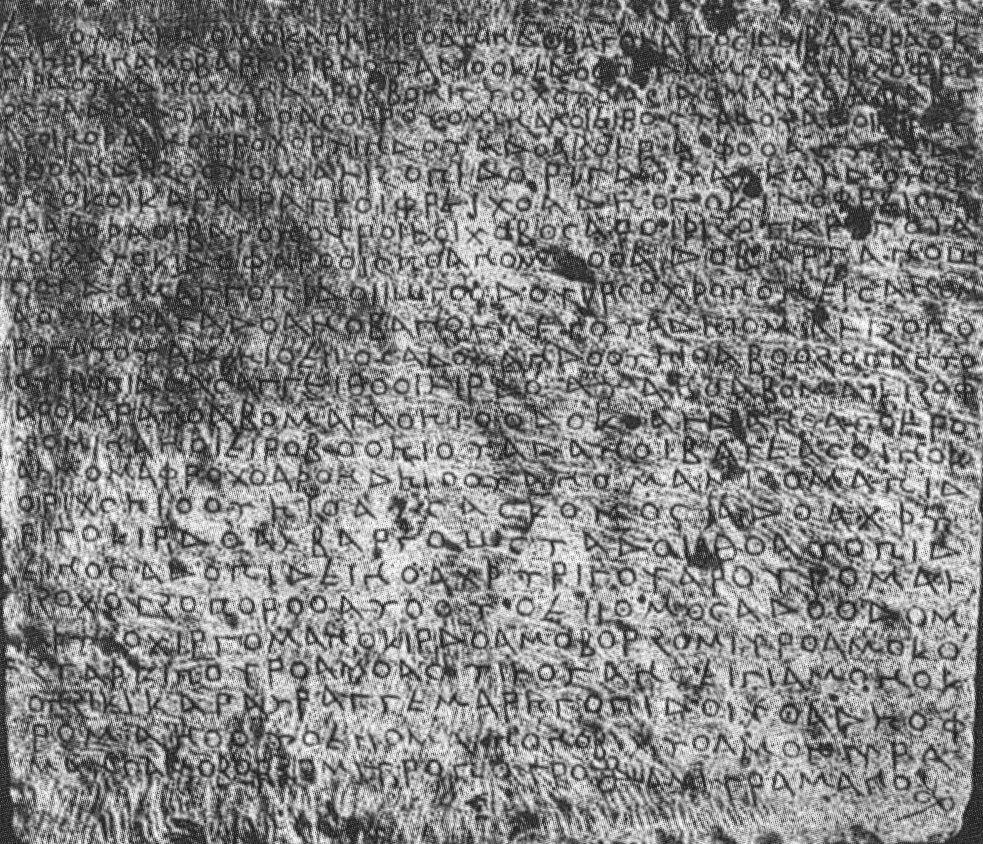
سنگ‌نوشته رباطک به زبان باختری و خط یونانی، از دوران کانیشکا، بزرگترین شاهنشاه کوشانی؛ در این سنگ‌نوشته زبان به کار رفته در آن «زبان آریااُ» (ariao) یاد شده. پایگاه باستان‌شناسی سُرخ‌کوتَل در ولایت بغلان، سدهٔ دوم میلادی، موزیم ملی افغانستان در کابل.

کوشانیان در عهد فرمانروایی کانیشکا بر آسیای میانه فرمان می‌راندند و از راه فعالیت‌های گستردهٔ بازرگانی ثروتی بزرگ جمع‌آوری کردند و در این دوره شهرها رونق بسیار پیدا کرده و تندیس‌گری بودایی و بنای معابد شکوفا شد. یکجانشینی، دگرگونی بزرگی در زندگی این کوچ‌نشینان به‌وجود آورد. آن‌ها که تجربه‌ای در هنر و معماری نداشتند، هر هنری را که در مسیر راهشان می‌دیدند و با ویژگی‌های آن‌ها تناسب داشت اقتباس می‌کردند. این منجر به زایش یک هنر بومیِ درخشان شد که از هم‌آمیزی مفکوره‌های غربیِ یونانی-باختری با مفکوره‌های شرقی هندی و تعبیری از ویژگی مؤثر پرشور و پویای آسیای میانه تأثیر می‌پذیرفت.
منطقهٔ گنداره قلب شاهنشاهی کوشان و زادبوم یک جامعهٔ چندقومی و مدارا با گوناگونی‌های مذهبی بود. موقعیت مطلوب استراتژیک (سوق‌الجیشی) گنداره و دسترسی مستقیم آن به راه‌های تجاری زمینی جاده ابریشم و پیوند آن با بندرها در دریای عرب، این منطقه را در طول تاریخ طولانی آن آماج لشکرگشایی‌های متعدد چون هخامنشیان، اسکندر مقدونی (۳۲۵/۲۴–۳۲۷/۲۶ ق. م)، مائوریاهای هند، سلوکیان، دولت یونانی باختر و بازماندگان دولت یونانی هند آنان (سده‌های سوم تا دوم ق. م)، دولت سکایی هند و اشکانیان (سده‌های دوم تا یکم ق. م) ساخت.
ادغام نژادها، باورها و مهارت‌هایی که در غرب و شرق رشد یافته بودند، فرهنگی دستچین و التقاطی پدیدآورد که به‌طور روشن در هنرهای تصویری دورهٔ کوشانی دیده می‌شود. درون‌مایه‌های برگرفته از اساطیر یونانی و رومی با نمادها و ظرافت‌های بودایی درآمیخته و نخستین ترسیم بودا در شکل یک انسان و ابتدایی‌ترین نگاره‌های شخصیت‌های مهم بودایی چون بوداسف را در عصر کوشانیان خلق کرد.

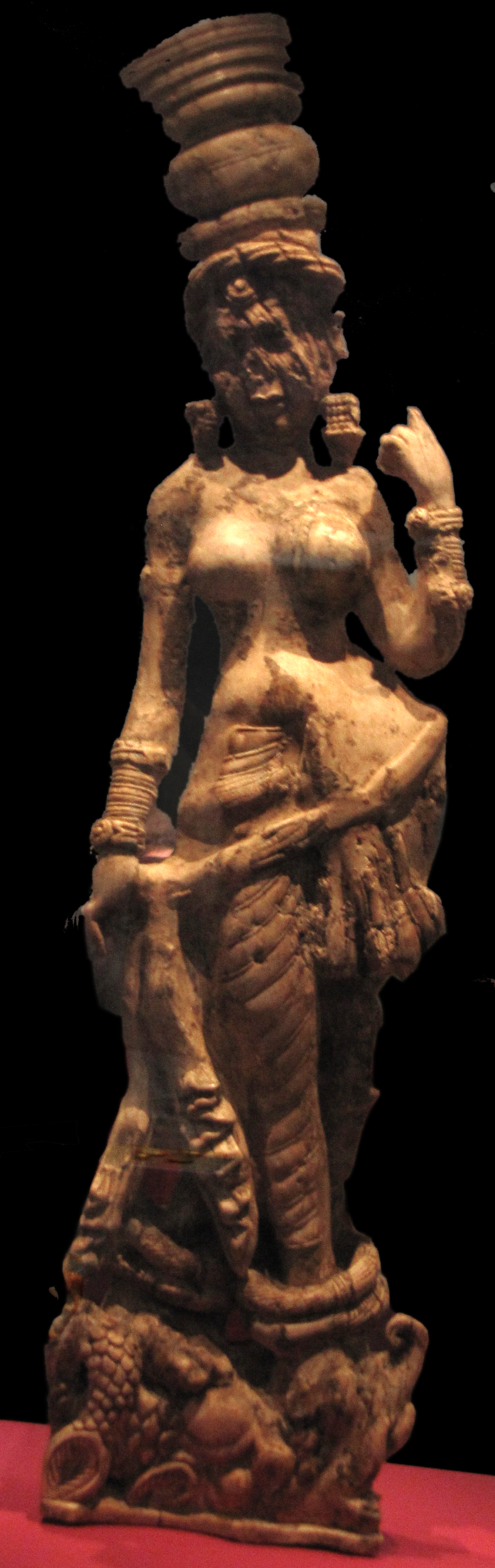
زنی ایستاده بر روی یک ماکارا (موجود دریایی افسانه‌ای در هندوئیسم)، پایگاه باستان‌شناسی بگرام در ولایت پروان، سده نخست میلادی، موزیم ملی افغانستان در کابل.

کوشانیان صرفاً گِردآورندگان هنر نبودند، بلکه حامیان و مشوقان اصلی هنر نیز بودند. کوشانیان در سفارش دادن آثار هنری، دستور می‌دادند تا چهره‌ها و پوشاک آنان در کنار بودا و همراهان وی قرار داده شوند. این خود استواری جدید سبکی بی‌نظیر از هنر گنداره را پدیدآورد که در آن هنر یونانی و رومی و دورنمایه‌های تأثیرپذیرفته از مفکوره‌های هندی بدون کم و کاستی توسط هزاران هنرمند مشغول خدمت آیین در حال گسترش بودایی بکار برده می‌شد.
در نوشته‌های بودایی، از کانیشکا شاهنشاه کوشانی (حدود ۱۰۰ م)، او که هیچ‌کس دیگری چون او پشتیبانی نیک‌خواهش آیین بودایی را حمایت کرده، تجلیل شده‌است.

## پایگاه‌های مهم باستان‌شناسی

### سُرخ‌کوتَل
وجود نمادهای ایرانی در فرهنگ کوشانی از همه بیشتر در ویرانه‌های به جا مانده از مجموعه نیایشگاه زرتشتی سُرخ‌کوتَل، با پلکان (راه‌زینه) پیشرفته، واقع در نزدیکی شهر پُلِ‌خُمری، مرکز ولایت بغلان افغانستان دیده می‌شود. کاوش‌های سرخ‌کوتل بین سال‌های ۱۹۵۲ تا ۱۹۶۶ میلادی همزیستی آیین خالص بومی زرتشتی، بدون هیچ‌گونه تأثیرپذیری از بودیسم، را در این منطقه نشان می‌داد. به نظر می‌رسد کانیشکا از هر دو آیین بودایی و آیین ایرانی مهرپرستی استقبال کرده‌است. قطعاتی از تندیس کانیشکا در سرخ‌کوتل پیدا شده که از آثار نفیس باستانی موزیم ملی افغانستان در کابل به‌شمار می‌روند.

### بگرام
در شصت کیلومتری شمال‌باختری کابل، در نزدیکی شهر امروزی چاریکار، در محل پیوندگاه رود غوربند و دره پنجشیر، پایتخت تابستانی شاهنشاهی کوشانیان بنا شد، در جایی بنام کاپیسا که بعدها بگرام نام گرفت.
بگرام که در یک نقطهٔ گذرگاه کلیدی در امتداد جاده ابریشم بین کابل و بامیان واقع بود، زمانی توسط کوروش بزرگ، شاهنشاه هخامنشی ویران شد و بعد از مدت کوتاهی توسط جانشینش داریوش بزرگ ترمیم گشت. بعدها توسط اسکندر مقدونی از نو بنا شده و در آن دژی برپاشد و به نام اسکندریه قفقاز موسوم شد که این شهر را به یک پایگاه دفاعی برای پادشاهی یونانی باختری تبدیل کرد. در اطراف جادهٔ اصلی بگرام، دیوار خشتی (آجری) بلند با برج و باروهایی در چهار گوشهٔ آن مستحکم شده بود و قصر تابستانی کوشانی و کارگاه‌ها و دکان‌هایی در شهر واقع بودند. عاج‌های نفیس از هند، جعبه‌های لاکی از چین، ظروف شیشه‌ای و برنزی از مصر و روم، برجسته‌کاری‌های گچی تزئینی و دیگر اشیاء از جاده ابریشم نمایش و داد و ستد می‌شدند و احتمالاً در صورت‌کالاها نگهداری می‌شدند تا از روی آن‌ها کپی‌برداری شود. علیرغم افتادن کاپیسا (بگرام) به دست ساسانیان در حدود سال ۲۴۱ میلادی، دو انبارخانه مملو از کالاهای جاده ابریشم، که برای جلوگیری از شناسایی آن‌ها مُهر و موم شده بودند، تا مدت نزدیک به هفده سده در درون قصر در امان مانده بودند تا اینکه در سال‌های دههٔ ۱۹۳۰ میلادی توسط باستان‌شناسان فرانسوی کشف شدند. هر یک از این آثار نفیس «گنجینهٔ بگرام» گواهی بر رونق بازرگانی در عصر کوشانی در آن دوران می‌باشد.

### مجموعه معابد بودایی در هَده
هده که یک پایگاه باستان‌شناسی یونانی–بودایی واقع در سرزمین باستانی گنداره، در ده کیلومتری جنوب شهر جلال‌آباد در خاور افغانستان است، یکی از بزرگترین معابد و مجموعه زیارتگاه‌های بودایی در جهان، طی سده‌های نخست تا سوم میلادی بوده‌است. هده با موقعیت کلیدیش در مسیر دو هزار مایلی سفر زائران و مبلغان بودایی از هند به چین، مرکزی فعال برای ترجمه و نسخه‌برداری نوشته‌های بودایی و همچنین هنر مجسمه‌سازی شمرده می‌شد. بیش از ۲۳ هزار پیکره‌های یونانی-بودایی ساخته‌شده از خاک رس و گچ، تزئینات معماری و سردیس‌ها و تندیس‌هایی که مردان، زنان، کودکان، دیوهای گوناگون، سالخوردگان، با حالات و پوشاک قابل تصور، از هر طبقه و مقامی، از هر گونه چهره‌ای از هر گوشهٔ دنیا را نشان می‌داد – حتی چهره‌های بیشتر از آنچه که برای بازآفرینی تمام یک شهر بودایی ضرورت باشد – در سلسله کاوش‌های باستان‌شناسی در هده بین دهه‌های ۱۹۳۰ و ۱۹۷۰ میلادی کشف شد.
پیکره‌های بدست‌آمده از هده، عناصری از فرهنگ بودایی و هِلِنی را در سبکی کامل و بی‌نظیر قابل شناسایی از هلنی تلفیق می‌کنند. اگرچه به‌عقیدهٔ کارشناسان خود سبک متعلق به هلنی متاخر در سده‌های دوم و اول پیش از میلاد است، اما پیکره‌های به دست‌آمده از هده احتمالاً متعلق به سدهٔ اول میلادی و پس از آن هستند. با توجه به تاریخ کهن، کیفیت عالی، ظرافت کار و گوناگونی، هده می‌بایست یک «شهر کارخانه‌ای» بوده باشد که در آن هنرمندان یونانی و کارآموزان آن‌ها، آشنا با تمام جنبه‌های تندیس‌گری هلنی، زندگی و کار می‌کردند، به‌طوری که جان بُردمَن هده را «مهد تندیس‌گری آغازین بودایی به سبک هندو–یونانی» تعبیر کرده‌است.  انتقال قهرمانان یونانی به بودایی (به طور مثال از هِراکلِس یونانی که در بوداسفِ بودایی از آن الهام گرفته‌شده) به‌طور روشن در هده دیده می‌شود.
افزون بر این، هده یکی از کهن‌ترین نسخه‌های بودایی بجای‌مانده در دنیا را ارائه می‌دهد که احتمالاً یکی از کهن‌ترین نسخه‌های هندی بجای‌مانده، مجموعه قوانین فرقهٔ سَروَستیوادا که مدت‌ها گُم بوده و زمانی در تمام سرزمین گنداره رایج بوده و در نشر آیین بودایی از هند به چین کارساز بوده‌است. این نوشته‌های بودایی که احتمالاً متعلق به حدود سدهٔ نخست میلادی است و در طی سال‌های ۱۹۹۰ میلادی از هده غارت شده و به پاکستان قاچاق شده، بر پوست درخت توس به زبان گنداری نوشته شده‌اند. این نوشته‌ها در درون ظرف سفالی کشف شدند و سرانجام سر از کتابخانه بریتانیا در لندن و دانشگاه واشینگتن در سیاتل آوردند. صاحب قانونی این نوشته‌ها هنوز مورد بحث است.
بیش از ۱۰۰۰ مجموعه پیکره‌ها در هده در طی سال‌های دهه‌های ۱۹۳۰ و ۱۹۷۰ کشف شدند و به موزه ملی افغانستان در کابل و موزیم گیمه در پاریس منتقل شدند. معابد و استوپه‌های بودایی هده به صورت موزیمی آزاد تبدیل شده‌اند که امروزه در معرض خطر جدی قرار دارند. در زمان جنگ شوروی در افغانستان، شمار زیادی از پیکره‌های هده به غارت رفت و به‌سرعت سر از بازارهای بین‌المللی آثار عتیقه درآوردند. بسیاری از این معابد هده در جریان نبردهای تانک بین سربازان شوروی و چزیک‌های افغان که به این منطقه کشیده شده‌بودند تخریب شدند. آنچه که پس از خروج نیروهای شوروی از افغانستان بجای‌مانده بود در طی جنگ‌های داخلی افغانستان بین سال‌های ۲۰۰۱–۱۹۹۱ میلادی تا سرحد نابودی به غارت رفتند. این پایگاه افسانه‌ای، که زمانی تاج جواهرنشان عصر کوشانی بود، اینک به ویرانه‌ای تبدیل شده‌است.
- ماهاسنا
- اوئشو
- ریشتی
- مانائوبگو
- فرو (فر)
- آردوچشو
- شیوا
- شیوا و گاو نر
- سکاندا و ویساخا
- آدشو (آذر یا آتش مقدس زرتشتی)
- هراکلس
- کانیشکا و بودو (بودا)
- بودو (بودا)

## یادداشت
1. ↑  کوشانیان ابتدا زبان یونانی را برای کار‌های اداری حفظ کردند؛ اما به زودی شروع به استفاده از زبان باختری کردند. سنگ‌نوشته رباطک (که در سال ۱۹۹۳ کشف شد و در سال ۲۰۰۰ رمزگشایی شد) نشان می‌دهد که پادشاه کوشانی کانیشکا کبیر (۱۲۷ میلادی)، زبان یونانی را به عنوان زبان اداری کنار گذاشته و زبان باختری (با عنوان «زبان آریا») را پذیرفته است.[۱]

### وبگاه‌ها
- بیوار (A. D. H. Bivar) (2009). "دودمان کوشان: تاریخچه (KUSHAN DYNASTY i. Dynastic History)" (به انگلیسی). دانشنامهٔ ایرانیکا. Retrieved 24 June 2011.

### کتاب‌ها
- Falk Harry (2001), Silk Road Art and Archaeology VII, The yuga of Sphujiddhvaja and the era of the Kuṣāṇas (به انگلیسی)

- Falk, Harry (2004). "The Kaniṣka era in Gupta records". Silk Road Art and Archaeology X.
- Goyal, S. R. (2005). Ancient Indian Inscriptions. Jodhpur, India: Kusumanjali Book World.

- Willem Vogelsang (2008), the Afghans (به انگلیسی), پاریس: WILEY-BLACKWELL
- Warwick Ball (2008), The Monuments of Afghanistan: History, Archaeology and Architecture (به انگلیسی), نیویورک: I.B.TAURUS
- Warwick Ball (1982), Archaeological gazetteer of Afghanistan (به انگلیسی), پاریس: Editions Recherche sur les civilisations
- .Hiebert, F & Cambon, P (2008), AFGHANISTAN Hidden Treasures from the National Museum, Kabul (به انگلیسی), واشینگتن: National Geographic{{citation}}:  نگهداری یادکرد:نام‌های متعدد:فهرست نویسندگان (link)
- آرتور کریستن سن، ایران در زمان ساسانیان، ترجمهٔ رشید یاسمی. تهران: انتشارات امیر کبیر، ۱۳۶۷.
- غفوروف، باباجان، تاجیکان: تاریخ قدیم، قرون وسطی و دورهٔ نوین، دوشنبه: انتشارات عرفان، ۱۳۷۷.